# ウミホタル亜目
ウミホタル亜目（ウミホタルあもく）は、節足動物門甲殻亜門顎脚綱（がくきゃくこう）貝虫亜綱ミオドコパ上目ミオドコピダ目に属する分類群の名称。ハロキプリーナ亜目（枝柄亜目）とは異なり、沿岸性のものが多い。

## 下位分類
- ウミホタル上科 Cypridinoidea
  - ウミホタル科 Cypridinidae
- Cylindroleberidoidea
  - Cylindroleberididae
- Sarsielloidea
  - ウミホタルモドキ科 Philomedidae
  - Rutidermatidae
  - Sarsiellidae

Cylindroleberididae は、「Cylindro＝シリンダー」の名のとおり、ウミホタルを引き伸ばしたかの様な長細い円筒状のものがいるが、丸みをおびたものも多い。第4肢にフィルター状の器官を備え、濾過摂食を行っている。
ウミホタルモドキ科 Philomedidae は「モドキ」の名が付くにもかかわらずウミホタルにあまり似ていない。
Sarsiellidaeのものは小型のものが多い。薄くて丸い背甲と尾部の突起があいまってフライパンに似ている。